# Thripomyces italicus
Thripomyces italicus är en svampart som beskrevs av Speg. 1915. Thripomyces italicus ingår i släktet Thripomyces och familjen Ceratomycetaceae.   Inga underarter finns listade i Catalogue of Life.